# Cock Robin
Cock Robin is een Amerikaanse pop/rock-formatie die is opgericht in 1984 en onder leiding stond van Peter Kingsbery (zang, keyboard en bas). Verder stonden in de oorspronkelijke bezetting Anna LaCazio (zang), Clive Wright (gitaar) en drummer Lou Molino III. In Nederland werden ze vooral bekend door veel publiciteit van MTV en doordat de nummers The promise you made, Thought You Where On My Side en When your heart is weak veel werden gedraaid.
De groep zou in Europa meer succes hebben dan in de Verenigde Staten zelf (mede onder invloed van hun succesvolle Europese tour, ze speelden onder andere op Pinkpop). Bovendien bevatte hun muziek duidelijke verwijzingen naar en invloeden van de Europese popmuziek die op dat moment werd gemaakt. Anna LaCazio vertelde in 1990 in een interview op de video "Live at the Rex" dat veel mensen dachten dat zij en Peter uit het Verenigd Koninkrijk kwamen in plaats van de VS.

## Geschiedenis
Cock Robin bracht vijf studioalbums uit. Hun grootste hits in Nederland waren The promise you made (een nummer 1-hit), Thought You Were On My Side en When your heart is weak. De eerste LP/CD 'Cock Robin' werd platina in Nederland.
De kenmerken van de Desertrock van Kingsbery (hij schreef alle nummers op de drie albums) zijn het ruimtelijke geluid en het gevoel voor drama en passie.
In 1990 ging de groep uit elkaar. LaCazio wilde op dat moment de muziekwereld uit en Peter Kingsbery vertrok naar Frankrijk, waar hij actief (en succesvol) bleef als solo-artiest. Clive Wright is ook nog actief, vooral als componist en producer, maar ook als gitarist in een bluesband. Ook Lou Molino drumde nog verder, onder andere met de producent van Yes en Mr. Mister. LaCazio maakte na 1989 enkele solo-opnamen, maar slechts een handjevol daarvan verscheen op cd.
Cock Robin werd in 2006 door Anna LaCazio en Peter Kingsbery nieuw leven ingeblazen, echter zonder Lou Molino en Clive Wright die hier van afzagen. Het album 'I don't want to save the world' werd uitgebracht, waarop de typische Cock Robin sound terugkeerde. Er volgde tevens een tournee, met vooral concerten in Frankrijk.
Het album leverde niet het succes op waarop werd gehoopt, waarna het weer tot 2009 stil bleef. In het voorjaar van dat jaar verscheen een live-album met opnamen van de tour uit 2006, simpelweg 'Live' getiteld. Er volgde opnieuw een korte Franse tournee.
Op 13 juni 2009 trad Cock Robin op in Emmen bij het 'Back-to-the-80's' festival, later omgedoopt tot Retropop aan De Grote Rietplas, waar zo'n 8000 bezoekers aanwezig waren. In een interview met Radio Emmen medewerker Luuk Blikman vertelde zanger Peter Kingsbery dat de naam van de band afkomstig was van een 17e-eeuws verhaal genaamd The Marriage of Cock Robin and Jenny Wren.
In 2011 was Cock Robin weer op tournee, door voornamelijk Frankrijk. Daarnaast traden zij ook op in België en Zwitserland.
Het Franse magazine Topo meldde dat Anna LaCazio Cock Robin in mei 2015 had verlaten. Kingsbery keerde terug naar Frankrijk en LaCazio koos ervoor om in de VS te blijven om dichter bij haar familie te zijn.
Op de Franse website van Cock Robin meldde Kingsbery dat de Franse zangeres Coralie Vuillemin was gekozen als de nieuwe zangeres van de groep. Het laatste album Chinese Driver werd uitgebracht op 11 maart 2016.

## Discografie

### Albums
| Album met eventuele hitnotering(en) in de Nederlandse Album Top 100 | Datum van verschijnen | Datum van binnenkomst | Hoogste positie | Aantal weken | Opmerkingen   |
| ------------------------------------------------------------------- | --------------------- | --------------------- | --------------- | ------------ | ------------- |
| Cock Robin                                                          | 1985                  | 22-02-1986            | 3               | 39           |               |
| After Here, Through Midland                                         | 1987                  | 30-05-1987            | 6               | 20           |               |
| The Best of Cock Robin                                              | 1991                  | 09-05-1992            | 6               | 19           | Verzamelalbum |

| Album met hitnotering(en) in de Vlaamse Ultratop 200 albums | Datum van verschijnen | Datum van binnenkomst | Hoogste positie | Aantal weken | Opmerkingen |
| ----------------------------------------------------------- | --------------------- | --------------------- | --------------- | ------------ | ----------- |
| Best Ballads                                                | 1985                  | 03-06-1985            | 12              | 7            |             |

### Singles
| Single met eventuele hitnotering(en) in de Nederlandse Top 40 | Datum van verschijnen | Datum van binnenkomst | Hoogste positie | Aantal weken | Opmerkingen                                                    |
| ------------------------------------------------------------- | --------------------- | --------------------- | --------------- | ------------ | -------------------------------------------------------------- |
| The Promise You Made                                          | 1986                  | 22-02-1986            | 1(2wk)          | 13           | Nr. 2 in de Nationale Hitparade                                |
| Thought You Were on My Side                                   | 1986                  | 24-05-1986            | 5               | 10           | Nr. 4 in de Nationale Hitparade / Veronica Alarmschijf Radio 3 |
| When Your Heart Is Weak                                       | 1986                  | 20-09-1986            | 39              | 3            | Nr. 19 in de Nationale Hitparade / TROS Paradeplaat Radio 3    |
| Just Around the Corner                                        | 1987                  | 06-06-1987            | 19              | 8            | Nr. 14 in de Nationale Hitparade Top 100                       |
| The Biggest Fool of All                                       | 1987                  | -                     |                 |              | Nr. 80 in de Nationale Hitparade Top 100                       |
| Worlds Apart                                                  | 1990                  | 20-01-1990            | tip8            | -            | Nr. 41 in de Nationale Top 100                                 |

| Single met hitnotering(en) in de Vlaamse Ultratop 50 | Datum van verschijnen | Datum van binnenkomst | Hoogste positie | Aantal weken | Opmerkingen                 |
| ---------------------------------------------------- | --------------------- | --------------------- | --------------- | ------------ | --------------------------- |
| The Promise You Made                                 | 1986                  | -                     |                 |              | Nr. 1 in de Radio 2 Top 30  |
| Thought You Were on my side                          | 1986                  | -                     |                 |              | Nr. 5 in de Radio 2 Top 30  |
| When Your Heart Is Weak                              | 1986                  | -                     |                 |              | Nr. 20 in de Radio 2 Top 30 |
| Just Around the Corner                               | 1987                  | 30-05-1987            | 11              | 12           | Nr. 9 in de Radio 2 Top 30  |
| The Biggest Fool of All                              | 1987                  | -                     |                 |              | Nr. 13 in de Radio 2 Top 30 |

### NPO Radio 2 Top 2000
| Nummers met noteringen in de NPO Radio 2 Top 2000 | '99  | '00 | '01 | '02 | '03 | '04  | '05 | '06 | '07 | '08 | '09 | '10  | '11  | '12  | '13  | '14  | '15  | '16  | '17  | '18  | '19  | '20  | '21  | '22  | '23  | '24  |
| ------------------------------------------------- | ---- | --- | --- | --- | --- | ---- | --- | --- | --- | --- | --- | ---- | ---- | ---- | ---- | ---- | ---- | ---- | ---- | ---- | ---- | ---- | ---- | ---- | ---- | ---- |
| The Promise You Made                              | 425  | 645 | 528 | 753 | 776 | 567  | 698 | 793 | 936 | 731 | 990 | 1092 | 1058 | 1365 | 1203 | 1210 | 1262 | 1112 | 1140 | 1313 | 1312 | 1225 | 1311 | 1375 | 1370 | 1499 |
| Thought You Were on My Side                       | 1667 | -   | -   | -   | -   | 1794 | -   | -   | -   | -   | -   | -    | -    | -    | -    | -    | -    | -    | -    | -    | -    | -    | -    | -    | -    | -    |

1. ↑  Een '-' betekent dat het nummer niet was genoteerd en een vetgedrukt getal geeft de hoogste notering van een nummer aan.